# Площадка 1358-й км
Площадка 1358-й км — опустевший населённый пункт в Карагайском районе Пермского края.

## Географическое положение
Населённый пункт расположен в южной части Карагайского района, на расстоянии примерно 10 километров на восток от села Карагай, рядом с железной дорогой Москва — Пермь, при остановочном пункте Большая Ния.

## Климат
Климат умеренно континентальный, с продолжительной снежной зимой и коротким, умеренно-тёплым летом. Средняя температура июля составляет +17,6 0С, января −15,7 0С. Безморозный период длится 100—130 дней. Период с температурой воздуха выше 10 0С составляет 115 дней. Среднее годовое количество осадков составляет 430—450 мм. Устойчивый снежный покров ложится в среднем с 10 октября до 5 ноября, реже 22 ноября. Наибольшая за зиму высота снежного покрова в отдельные годы может существенно разниться, при средних значениях (к 20 марта) 50 см в малоснежные и 75-80 см в многоснежные зимы.

## История
По настоящее время населённый пункт входит в состав Никольского сельского поселения Карагайского района. Предполагается, что после упразднения обоих муниципальных образований войдёт в состав Карагайского муниципального округа. Ныне площадка фактически превратилась в урочище.
Осенью 2021 года остановочному пункту 1358 км было присвоено новое название Большая Ния по наименованию ближайшей реки.

## Население
Постоянное население составляло 8 человек в 2002 году (100 % русские), 1 человек в 2010 году.